# جیمی مک کارت
جیمی مک کارت (انگلیسی: Jamie McCart؛ زادهٔ ۲۰ ژوئن ۱۹۹۷) بازیکن فوتبال اهل بریتانیا است.
از باشگاه‌هایی که در آن بازی کرده‌است می‌توان به باشگاه فوتبال سنت میرن اشاره کرد.
وی همچنین در تیم‌های ملی فوتبال اسکاتلند و زیر ۲۱ سال اسکاتلند بازی کرده‌است.